# Euphausia eximia
Euphausia eximia är en kräftdjursart som beskrevs av Hansen 1911. Euphausia eximia ingår i släktet Euphausia och familjen lysräkor. Inga underarter finns listade i Catalogue of Life.